# Phaonia kaala
Phaonia kaala este o specie de muște din genul Phaonia, familia Muscidae, descrisă de Shinonaga în anul 1994.
Este endemică în Nepal. Conform Catalogue of Life specia Phaonia kaala nu are subspecii cunoscute.